# Бамське золоторудне родовище
Бамське золоторудне родовище — найбільше золоторудне родовище на Далекому Сході. Розташоване за 120 км на північний захід від районного центру Тинда (220 км ґрунтовою дорогою). Найближчі залізничні станції БАМ знаходяться за 70-75 км.

## Історія
Родовище відкрите у 1978 р.в Становій металогенічній зоні, приуроченій до однойменного вулканічного пояса, на північно-західному фланзі Приамурської металогенічної провінції.

## Характеристика
На 1995 р ресурси категорій Р1-Р2: рудного золота — 285 т, срібла — 825 т. Протяжність окремих рудних тіл досягає 1200 м, потужність міняється від часток метра до 30 м, в сер. 3.8 м. Рудні тіла простежені свердловинами до глибини 300—350 м; при цьому свердловини з рудних інтервалів не вийшли. Головні рудні мінерали: пірит, халькопірит, золото, полібазит, акантит, другорядні — ґаленіт, марказит, гематит, тетрадиміт, антимоніт, молібденіт, кіновар. Зона окиснення поширена не глибше 7-15 м. Головними промисловими компонентами є золото і срібло, інтерес можуть представити також вольфрам і мідь. Пробність золота — 711—955.

## Технологія розробки
У 1996 р. право на розробку родовища отримало АТ „Горнорудная компанія «Апсакан»“. Видобуток ведеться кар'єром, збагачення руди здійснюється методом купчастого вилуговування. Технологія збагачення замкнена, що виключає серйозне забруднення навколишнього середовища.
У 2000 р. гірничорудна компанія «Апсакан» добула на Бамському родовищі перші 100 кг рудного золота. Передбачається будівництво рудника потужністю 1 млн т руди (4.5 т золота) на рік.